# Muzio Clementi
Mutius Philippus Vincentius Franciscus Xaverius Clementi (Róma, 1752. január 23. – Evesham, 1832. március 10.) olasz zeneszerző, zongorista, zongoratanár, zenekiadó és karmester. Síremlékén a Zongora atyja felirat látható.

## Életrajza

### Gyermekkora
Egy elismert ezüstkovács, Nicolò Clementi és a német származású Madalena Caisar gyermekeként született. Először 6 éves korában egy zenész rokontól, Antonio Buronitól kapott zeneoktatást, majd Giuseppe Santarellinél és Gaetano Carpaninál tanult. Sokoldalú zenei tehetsége hamar kibontakozott: 13 évesen orgonistaként alkalmazták, miután már tizenkét éves korában négyszólamú misét írt, valamint megalkotta a Martirio de’ gloriosi Santi Giuliani oratóriumot, amiből napjainkra csak a libretto maradt fenn.

### Anglia
Az angol Sir Peter Beckford 1765–66-ban római tartózkodása alatt felfigyelt Clementi zenei tehetségére és a szülők beleegyezésével a délnyugat-angliai Dorsetben lévő birtokára vitte a 14 éves fiút. Itt mecénása elvárásai alapján és kívánsága szerint alapos iskolai képzést kapott, sokat gyakorolta csembalón elsősorban Georg Friedrich Händel, Johann Sebastian Bach és Domenico Scarlatti műveit. 1774-ben Londonba ment, ahol zongoristaként és zeneszerzőként koncertezett, és a King’s Theatre előadásait vezette.

### Európai koncertturné
A londoni sikereken felbuzdulva külföldi hangversenykörútra indult. 1780-ban Párizsban Marie Antoinette királyné előtt lépett fel, majd miután megjárta Münchent és Salzburgot Bécsben II. József színe előtt mérte össze zongoratudását Mozarttal. A „versenyre” 1781 szentestéjén, a bécsi császári udvarban került sor és Clementi győzelmével fejeződött be. Mozart egy apjához intézett levelében elég lenézően nyilatkozott róla:
Most pedig Clementiről. Derék cembalista - és ezzel mindent elmondtam. Jobb keze nagyon mozgékony. Fő erőssége a tercpasszázs. Egyébként krajcárnyi ízlés vagy érzés sincs játékában. Puszta virtuozitás, semmi több.
Később mégis Clementi B-dúr zongoraszonátájának egy melódiáját használta fel a A varázsfuvola nyitányában.
Clementi ugyanakkor a rá jellemző szerénységgel dicsérte Mozartot:
Alig néhány napra, amint Bécsbe érkeztem, meghívást kaptam a császártól, hogy zongorán szerepeljek előtte. Belépve a zeneterembe, ott találtam valakit, akit elegáns külseje miatt császári kamarásnak véltem, de alig kezdtünk társalgásba, azonnal zenei tárgyra tért át, és nemsokára mint művésztársak - Mozart és Clementi - ismertünk egymásra és barátságosan üdvözöltük egymást. 
[…]
Soha addig senkit nem hallottam olyan szellemesen és ennyi érzéssel játszani. Különösképpen egy Adagio lepett meg és több rögtönzött variációja, amelyhez maga a császár választotta a témát, s amelyet - felváltva kísérve egymást - variálnunk kellett.

### Zeneszerző és pedagógus
Clementi 1783-ban visszatért Angliába, ahol mint karmester, zongoravirtuóz és pedagógus aratott nagy sikereket. Növendékei, mint például Johann Baptist Cramer és John Field, híres zongoravirtuózok lettek.
Az 1790-es években elkezdett zongoragyártással és zenekiadással foglalkozni. 1798-ban a Longman & Broderip nevű híres zongoragyártó és zeneműkiadó céget átkeresztelték Clementi & Co. névre.

### Utazások
1802-ben tanítványával, John Fielddel 8 évig tartó körútra indult: először Párizsba és Bécsbe mentek, ahol meglátogatták Haydnt, majd Szentpétervárra utaztak, Field itt is maradt. Clementi pedig folytatta zongoraművészi pályafutását: Drezdába, Prágába, Zürichbe és Berlinbe utazott; Berlinben megismerkedett későbbi feleségével Caroline Lehmannal és együtt utaztak tovább Rómába és Nápolyba. Felesége korai halála miatti elkeseredédében Clementi újból nagy utakat tett, végül 1810-ben visszatért Londonba.

### London
Londonban 1811-ben újra megnősült, Emma Gisborne-t vette el. 1813-ban részt vett a Royal Philharmonic Society megalapításában és kinevezték a társaság igazgatójává. Sok olyan korabeli zeneszerzővel és zongoristával kapcsolatba került, mint Samuel Wesley, Ferdinand Ries és Friedrich Kalkbrenner. 
Sikerei után családjával visszavonult eveshami birtokára. Itt hunyt el 80 évesen. A londoni Westminster-apátságban temették el.

## Munkái

### Zenekari művei
- Szimfónia, op. 18 Nr. 1 B-dúr
- Szimfónia, op. 18 Nr. 2 D-dúr
- Szimfónia, Nr. 1 C-dúr
- Szimfónia, Nr. 2 D-dúr
- Szimfónia, Nr. 3 G-dúr("Die große Nationale")
- Szimfónia, Nr. 4 D-dúr
- Zongoraverseny, C-dúr
- Ouvertüre, C-dúr
- Ouvertüre, D-dúr
- Minuetto pastorale

### Szólókoncertek
- 15 hegedűverseny

### Zongoraművek
- 72 zongoraszonáta
- 12 zongoraszonatina
- 7 négykezes zongoraszonáta
- Zongora duett, op. 1 Nr. 6
- Zongora duett, op. 14 Nr. 1
- Zongora duett, op. 14 Nr. 2
- Zongora duett, op. 21 Nr. 1
- Zongora duett, op. 22 Nr. 3
- Zongora duettino, WoO 24
- Zongora duettino, WoO 25
- Zongora duettino, WoO 26
- Zongora duettino, WoO 27
- Zongora duettino, WoO 28
- Versenymű három zongorára, op. 21 Nr. 1
- Versenymű három zongorára, op. 21 Nr. 2
- Versenymű három zongorára, op. 21 Nr. 3
- Versenymű három zongorára, op. 22 Nr. 1
- Versenymű három zongorára, op. 22 Nr. 2
- Versenymű három zongorára, op. 22 Nr. 3
- 5 Capriccio zongorára
- Toccata zongorára, op. 11
- Fantasie mit Variationen über "Au clair de la lune", op. 48
- 12 variáció fortepianora, op. 49
- egy etüdökből álló zongora-tankönyv

### Fuvolaszonáták
- Fuvolaszonáta, op. 2, Nr. 3
- Fuvolaszonáta, op. 2, Nr. 5
- Fuvolaszonáta, op. 3, Nr. 1
- Fuvolaszonáta, op. 3, Nr. 3
- Fuvolaszonáta, op. 4, Nr. 1
- Fuvolaszonáta, op. 4, Nr. 4
- Fuvolaszonáta, op. 13 Nr. 1
- Fuvolaszonáta, op. 31

### Vokális művek
- Oratórium
- Négyszólamú mise

## Hatása
Mozart felhasználta Clementi B-dúr zongoraszonátájának egy részletét A varázsfuvola című daljátékának nyitányában, Eric Satie pedig a zeneiskolások számára legismertebb Clementi-műre (C-dúr szonatina Op. 36) építette fel humoros Bürokratikus szonatináját, kedves történetet találván ki köré.